# Allen Collins Band
The Allen Collins Band fue una banda de rock sureño formada en Jacksonville, Florida, Estados Unidos. Fue creada por el guitarrista Allen Collins, exmúsico de Lynyrd Skynyrd y Rossington Collins Band. Existió de 1983 a 1984 y fue formada poco después de la disolución de Rossington-Collins Band. En 1983 grabaron el álbum Here, There, and Back (MCA Records). 

## Músicos
- Allen Collins - Guitarra (1983-1985; fallecido en 1990)
- Billy Powell - Teclados (1983-1985; fallecido en 2009)
- Derek Hess - Batería (1983-1985)
- Randall Hall - Guitarra & Vocals (1983-1985)
- Jimmy Dougherty - Voz (1983-1985; fallecido en 2008)
- Leon Wilkeson - Bajo (1983-1985; fallecido en 2001)
- Barry Lee Harwood - Guitarra (1983-1984)
- Mike Owings - Guitarra (1984-1985)
- Michael Ray Fitzgerald - Guitarra (1985)
- Phil Price - Bajo (1985)

## Discografía

### Estudio
- Here, There, and Back (MCA 1983)[2]

### Directo
- Live at the Lone Star Cafe (1983)